# Tyrosinämie Typ I
Als Tyrosinämie Typ I bezeichnet man eine seltene erbliche Stoffwechselerkrankung aus der Gruppe der Tyrosinämien. Dabei sorgt der vererbte Defekt eines Enzyms im Abbau der Aminosäure Tyrosin zur Bildung schädlicher Stoffwechselprodukte. Sie wird auch als hepato-renale Tyrosinämie bezeichnet, da bei ihr die Schädigung der Leber und Nieren führend sind. Die Erkrankung manifestiert sich im frühen Kindes- oder Säuglingsalter und ist medikamentös, durch Diät oder durch eine Lebertransplantation behandelbar.

## Verbreitung
Die Erkrankung wird autosomal-rezessiv vererbt. Generell tritt sie in etwa 1:100.000 bis 1:120.000 Neugeborenen auf und ist somit selten. Regionen gehäuften Auftretens sind Québec und Skandinavien.

## Ursache
Der Krankheit liegt eine Mutation auf Chromosom 15 zugrunde. Die Mutation sorgt für einen Mangel des Enzyms Fumarylacetoacetase (FAA), welches im Abbaustoffwechsel der Aminosäure Tyrosin den letzten Schritt zu den beiden Endprodukten Acetessigsäure und Fumarsäure katalysiert. Stattdessen werden Succinylaceton, Succinylacetoacetat und Maleylacetoacetat gebildet, und diese Fehlprodukte des Stoffwechsels führen schließlich zur Schädigung der Zellen in Leber, Niere und Gehirn. Daneben blockiert der Fehlmetabolit Succinylaceton die Funktion des Enzyms δ-Aminolävulinsäure-Dehydratase. Durch den Ausfall des Enzyms sammelt sich zunehmend δ-Aminolävulinsäure im Körper an, welches die Nerven schädigt und zu Attacken ähnlich dem Krankheitsbild der Porphyrie führen kann.
Das betroffene FAA-Gen besteht insgesamt aus 35.000 Basenpaaren. Es enthält 14 Exons und kodiert für eine mRNA aus 1260 Basenpaaren. Es sind mehrere zur Erkrankung führende Mutationen beschrieben. Die häufigste Mutation ist der Austausch von Guanin zu Adenosin, welcher zu einem fehlerhaften Spleißen der mRNA führt. Zwischen den verschiedenen Mutationen und dem tatsächlichen Schweregrad der Erkrankung konnte bisher kein Zusammenhang festgestellt werden.
In einigen Fällen sind auch spontane Abschwächungen der Symptomatik beschrieben. Diese werden auf die Bildung eines genetischen Mosaiks in den Körperzellen zurückgeführt. Dabei existieren gesunde Zellen ohne Gendefekt neben kranken Zellen mit Gendefekt im selben Körper. Die gesunden Zellen haben gegenüber den Kranken einen Überlebensvorteil und nehmen so im Verhältnis zu. Dies wird auch als mögliche Erklärung auf die unterschiedliche Krankheitsschwere benannt.

## Klinische Erscheinungen

### Leber
Man kann hierbei zwischen einem akuten und chronischen Krankheitsverlauf unterscheiden. Beim akuten Verlauf bildet sich meist binnen Monaten nach der Geburt ein Leberversagen aus. Die betroffenen Säuglinge zeigen je nach Ausprägungsgrad des Organversagens Ödeme, eine Lebervergrößerung, eine allgemeine Gedeihstörung, Störungen der Blutgerinnung und eine hepatische Enzephalopathie. Oft wird das Versagen des Organs durch eine Infektion ausgelöst, da im Rahmen der Immunantwort eine katabole Stoffwechselsituation entsteht, bei der Körpereiweiße abgebaut und somit viele Aminosäuren, darunter auch Tyrosin, freigesetzt werden. Bei rund 80 % der Patienten ist das akute Leberversagen die Erstmanifestation der Krankheit.
In der chronischen Verlaufsform oder nach überstandenem akuten Leberversagen bildet sich sehr wahrscheinlich ein Leberschaden aus, der in eine Leberzirrhose mündet. Bei beiden Verlaufsformen ist das Risiko für ein Leberzellkarzinom enorm erhöht. Die jüngsten beschriebenen Patienten mit einer solchen Krebserkrankung im Rahmen der Tyrosinämie Typ I waren 15 bis 25 Monate alt.

### Niere
Die Krankheit zeigt eine Schädigung der Nierenzellen, welche sich zuerst in einem Versagen der Nierenkanälchen äußert. Der Schaden kann bis zu einem Schaden der Nierenkörperchen und bis zum Ausfall der Nierenfunktion führen. Auf Basis dieses Geschehens kann eine renal-tubuläre Azidose, eine Aminoazidurie, eine Vergrößerung der Nieren und schließlich eine Einschränkung der glomerulären Filtrationsrate entstehen.

### Neurologische Schäden
Der Schaden der Erkrankung am Nervensystem verläuft klassischerweise in zwei Phasen. Bei der ersten Phase stehen schmerzhafte Missempfindungen, erhöhter Tonus der Muskulatur bis zum Darmverschluss und eine Erhöhung der Herzfrequenz (Tachykardie) im Vordergrund. Seltener kann es in diesem Stadium zu Lähmungen kommen. Nach einer kurzen Erholungsphase setzt eine auf den ganzen Körper ausgreifende Lähmung ein, die bis zur Notwendigkeit der künstlichen Beatmung führen kann.

### Herz
Selten zeigen die Patienten eine Kardiomyopathie, welche allerdings in der Regel nicht zu einer beeinträchtigenden Einschränkung der Herzfunktion führt.

### Bauchspeicheldrüse
An der Bauchspeicheldrüse kann die Tyrosinämie Typ I über einen bisher ungeklärten Mechanismus zu einer Hyperplasie der Inselzellen führen. Diese Veränderung führt dann über eine vermehrte Produktion des Hormons Insulin zu Abfällen des Blutzuckerspiegels (Hypoglykämie).

## Untersuchungsmethoden
In Deutschland ist eine Untersuchung auf das Vorhandensein einer Tyrosinämie Typ I ein Teil des erweiterten Neugeborenenscreenings. Hierbei wird der Metabolit Succinylaceton im Blut bestimmt.
Zur Pränataldiagnostik kann Succinylaceton aus dem Nabelschnurblut im Rahmen einer Nabelschnurpunktion bestimmt werden. Eine weitere Möglichkeit ist die Bestimmung der Aktivität des Enzyms FAH in Amniozyten oder Chorionzellen im Rahmen einer Chorionzottenbiopsie.
Bei einem Verdacht auf das Vorliegen eines Patienten mit Tyrosinämie Typ I gibt es verschiedene Methoden, die Krankheit nachzuweisen. Zum einen können Tyrosin und Methionin in Plasma und Urin bestimmt werden. Ebenso können δ-Aminolävulinsäure und seine Metaboliten im Urin bestimmt werden. Der Enzymdefekt selbst lässt sich durch den Nachweis der FAH-Aktivität in Lymphozyten, Erythrozyten oder Fibroblasten nachvollziehen. Ebenso kann Succinylaceton im Urin nachgewiesen werden.

## Differenzialdiagnose
Auch zahlreiche andere Zustände können einen erhöhten Tyrosinspiegel im Blut verursachen. Dazu zählt die transiente Tyrosinämie bei Neugeborenen, die auf der Unreife eines Enzyms beruht. Diese bildet sich in der Regel folgenlos wieder zurück. Auch die Tyrosinämien des Typs II und Typs III führen zu einem erhöhten Spiegel der Aminosäure. Außerdem können auch Skorbut oder eine Hyperthyreose zu einem Anstieg des Tyrosins führen. Bei gesunden Menschen ist nach der Einnahme einer Mahlzeit der Tyrosinspiegel normalerweise erhöht.

## Behandlung

### Diät
Das Ziel der Diät besteht darin möglichst wenig Tyrosin im Körper entstehen zu lassen. Erstens soll sie die Aufnahme von Tyrosin und Phenylalanin, welches vom Körper zu Tyrosin verstoffwechselt wird, vermeiden. Zweitens sollen Zustände, bei denen der Stoffwechsel katabol wird, vermieden werden, da der Körper sonst Aminosäuren und damit auch Tyrosin aus seinen Proteinen zum Beispiel aus dem Muskelgewebe mobilisiert. Die Diät sollte nach Diagnosestellung mehrere Tage mit Tyrosin- und Phenylalaninfreien Spezialprodukten erfolgen und energiereich sein. Durch Ersteres wird praktisch kein Tyrosin durch exogene Zufuhr freigesetzt. Durch den hohen Nährwert werden katabole Zustände vermieden. Im Anschluss daran kann auf normale Nahrungsmittel gewechselt werden, welche nur sehr geringe Mengen der beiden Aminosäuren enthält. Katabole Situationen wie nach längerem Hunger sollten vermieden werden. Deshalb sollten die Mahlzeiten gleichmäßig und regelmäßig über den Tag verteilt werden. Zur Vermeidung von Tyrosin und Phenylalaninen müssen die Patienten den Verzehr von Milch-, Ei- und Fleischprodukten sehr stark einschränken. Als alleinige Therapiemaßnahme ist die Diät aber unzureichend und kann das Fortschreiten der Krankheit nicht aufhalten. Sie scheint allerdings einen positiven Einfluss auf den Verlauf des Nierenschadens zu haben. Die Plasmaspiegel von Tyrosin sollten im Rahmen der Diät bei Kindern unter 12 Jahren bei 200–400 μmol/l, ab zwölf Jahren unter 500 μmol/l liegen. Da der Plasmaspiegel durch Fasten und zirkadiane Rhythmik beeinflusst werden kann, sollte immer unter denselben Bedingungen gemessen werden.

### Medikamentöse Therapie
Mit Hilfe von Nitisinon (NTBC) kann die Krankheit auch medikamentös behandelt werden. NTBC blockiert das Enzym 4-Hydroxyphenylpyruvatdioxigenase, das einen frühen Abbauschritt im Tyrosinstoffwechsel katalysiert. Infolge der Blockade stehen keine Substrate mehr für die Bildung toxischer Metaboliten zur Verfügung. Die Diät sollte aber auch unter NTBC-Behandlung aufrechterhalten werden, da sonst Symptome der Tyrosinämie Typ II auftreten können. Bei adäquater Diät wurden keine schwerwiegenden Nebenwirkungen festgestellt, zuweilen treten aber Leukopenien (Mangel an weißen Blutkörperchen) und Thrombopenien (Mangel an Blutplättchen) auf. Es ist nicht sicher, ob diese vom Wirkstoff NTBC ausgelöst werden oder auf die bereits bestehende Vorschädigung der Leber der Patienten zurückzuführen sind. Rund 90 % der Patienten sprechen auf die Medikation mit NTBC an, selbst wenn sie sich bereits im Stadium des akuten Leberversagens befinden.
Der Therapieerfolg kann über die Bestimmung von Succinylaceton im Plasma kontrolliert werden. Größtes Problem der medikamentösen Therapie ist, dass NTBC das Auftreten eines Leberzellkarzinoms nicht verhindern kann. In einem Mausmodell konnte gezeigt werden, dass trotz der Behandlung weiterhin bösartige Neubildungen in der Leber auftreten. Da die meisten Patienten bereits bei Diagnosestellung einen schweren Leberschaden – oft mit Zirrhose – entwickelt haben, ist die rechtzeitige Diagnose von Leberkrebs schwierig, da sich in bildgebenden Verfahren Zirrhoseknoten und Karzinome nur sehr schlecht unterscheiden lassen. Als Behelf wird der Tumormarker Alpha-1-Fetoprotein (AFP) bestimmt. Der Spiegel ist bei den Erkrankten aufgrund der Leberschädigung meist sehr hoch, somit ist dieser Marker keineswegs spezifisch für Tumore. Fällt der Spiegel des AFP nicht unter Therapie ab, oder kommt es unter Therapie zu einem Wiederanstieg, kann von einem Leberzellkarzinom ausgegangen werden. Gegenwärtig wird eine bildgebende Darstellung der Leber mithilfe von Sonografie oder MRT alle sechs bis zwölf Monate empfohlen. Der AFP-Spiegel soll vierteljährlich bestimmt und im Verlauf beobachtet werden. Eine psychometrische Untersuchung auf Entwicklungsverzögerungen vor dem Erreichen des Schulalters ist empfohlen.
Über die Verträglichkeit von NTBC in der Schwangerschaft liegen keine ausreichenden Daten vor. Es wurden jedoch drei unter NTBC-Therapie geborene unauffällige Kinder geschrieben. NTBC ist plazentagängig und geht auf den Fetus über.

### Lebertransplantation
Bis zur Einführung von NTBC war die Lebertransplantation die einzige erfolgversprechende Behandlungsmethode für die Tyrosinämie Typ I. Eine Indikation für die Transplantation ist das Nichtansprechen auf NTBC, was rund 10 % der Patienten betrifft. Bisher wurden keine verlässlichen Vorhersagemöglichkeiten gefunden um vor Behandlungsbeginn die Wahrscheinlichkeit eines Nichtansprechens im individuellen Fall abzuschätzen. Nach aktuellen Empfehlungen sollte bei einem Wiederanstieg oder einem Nichtabfallen des AFP-Spiegels unter NTBC-Therapie eine Lebertransplantation in Betracht gezogen werden. Im selteneren Fall, dass die Leber des Patienten noch nicht zirrhotisch umgebaut ist, kann man auch neuauftretende knotige Veränderungen der Leber als Hinweis auf ein Leberzellkarzinom sehen und eine Transplantation des Organs in Betracht ziehen.

## Heilungsaussicht
Aufgrund der Seltenheit der Erkrankung gibt es nur wenige Studien zum Langzeitverlauf der Krankheit. Eine Studie an französischen Patienten unter NTBC-Therapie kam zu einer Überlebensrate von 97,8 % in einem Zeitraum von durchschnittlich vier Jahren und neun Monaten nach Behandlung mit NTBC. Eine niederländische Studie in den 1990er-Jahren berichtete eine Überlebensrate von 83 % nach zwei Jahren bei Patienten, die eine Lebertransplantation erhalten hatten. Ebenso bessert die Lebertransplantation im Gegensatz zur NTBC-Therapie die Nierenfunktion der Patienten nicht. Außerdem kommt es unter erfolgreicher NTBC-Therapie nicht mehr zu klinisch relevanten Schädigungen der Nerven. Die Autoren der französischen Langzeitstudie weisen aber darauf hin, dass es Hinweise auf eine verschlechterte schulische Entwicklung der Patienten gibt, auch wenn diese bisher nicht aussagekräftig quantifiziert wurde.

## Forschungsgeschichte
In Québec wird seit den 1970er-Jahren ein effektives Screeningverfahren aller Neugeborenen durchgeführt. Da damals die Diät als einziges Therapieverfahren zur Verfügung stand, verstarben die meisten Patienten binnen weniger Jahre an der Krankheit. In den frühen 1990er-Jahren wurde die Lebertransplantation als Therapiemethode etabliert. 1992 setzte eine schwedische Forschergruppe der Universität Göteborg bei einem lebensbedrohlich betroffenen Kind und vier weiteren zum ersten Mal NTBC ein, das eigentlich als Herbizid entwickelt worden war. Das Medikament wurde in den Folgejahren in vielen Ländern als Off-Label-Use eingesetzt. 2002 wurde es schließlich in den USA und 2005 in der EU zugelassen.